# Айсбрехер
„Айсбрехер“ (на немски: Ледоразбивач) са немска Нойе дойче херте група, основана от Алекс Веселски и Ноел Пикс през 2002 г. Лирическите теми на групата често включват асоциации с лед и мореплаване, а фронтменът Алекс често носи военноморска униформа на сцената.

## История
Групата е съставена след напускането на Алекс Веселски и Ноел Пикс (Йохен Зайберт) от групата Megaherz, поради различия в артистичните виждания. Двамата създават Eisbrecher през 2002 г. Дебютният им албум „Eisbrecher“ излиза през 2004 г. Първите 5000 бройки на албума включват в себе си празен CD и разрешение за копиране на песните върху него. Този ход е направен като протест срещу, това което групата смята за „криминализиране“ на фенове.
През 2006 г. издават втория си албум „Antikörper“ (Антитела), който е голям успех и е един от най-продаваните от лейбъла AFM във Франция.
Албумът „Sünde“ (Грях) излиза през 2008 г. На следващата година групата участва в множество концерти: Novarock, WGT, Amphi, Zita Rock, Castle Rock, Wacken Rocks, Unheilig & Friends.
През 2010 г. издават „Eiszeit“ (Ледников период), който добива голяма популярност в немскоговорещите държави. През 2012 г. създават албума „Die Hölle muss warten“ (Адът трябва да почака), който се изкачва в класациите до No. 3 в Германия, No. 21 в Австрия и No. 16 в Швейцария. Албумът става златен през 2016 г., след като са продадени 100 000 копия от него. По-късно същата година групата свири на множество фестивали, в това число: Mera Luna Festival, Amphi Festival, Wave-Gotik-Treffen Festival и Nova Rock Festival.
През 2015 г. албумът „Schock“ е пуснат на пазара, а година по-късно придобива златен статут.

## Членове

### Настоящи
- Алекс Веселски – вокал
- Ноел Пикс – китара, програмиране
- Юрген Плангер – ритъм китара
- Руперт Кеплингер – бас китара
- Макс Шьор – клавири, програмиране
- Ахим Фьорбер – барабани

## Дискография

### Студийни албуми
- Eisbrecher (2004)
- Antikörper (2006)
- Sünde (2008)
- Eiszeit (2010)
- Die Hölle muss warten (2012)
- Schock (2015)
- Sturmfahrt (2017)
- Schicksalsmelodien  (2020)
- Liebe Macht Monster (2021)
- Kaltfront (2025)

### Компилации
- Eiskalt (2011)
- Zehn Jahre Kalt (2014)
- Ewiges Eis - 15 Jahre Eisbrecher (2018)

### Видео албуми
- Schock Live (2015)